# Gritzer See
Der Gritzer See ist ein 2504 m ü. A. hoch gelegener Bergsee in der Lasörlinggruppe in Osttirol (Österreich).
Er wird von Kastal (2776 m ü. A.), Hofspitze (2819 m ü. A.), Scheibe (2766 m ü. A.) und Gritzer Hörndl (2631 m ü. A.) umrahmt.

## Erreichbarkeit
Der Gritzer See ist über markierte Wanderwege leicht zu erreichen.
Der Aufstieg von der Speikbodenhütte (St. Veit) nimmt etwa zwei Stunden, der von der Lasörlinghütte (Virgen) über das Virgentörl etwa eine Stunde Gehzeit in Anspruch.